# Isaac Botella
Isaac Botella Pérez de Landazábal (Elche, Alicante, 12 de junio de 1984) es un gimnasta español que compite en la disciplina de gimnasia artística.

## Biografía deportiva
En 2004 fue 6.º en suelo en la prueba de la Copa del Mundo de París. En febrero de 2005 fue 6.º en salto en la American Cup y en octubre, 4.º en anillas y 8.º en salto en la Copa del Mundo de Máribor. Para 2006 fue 5.º en salto en la Copa del Mundo de Lyon, 6.º en suelo y en anillas y bronce en salto en la Copa del Mundo de Gante, y 6.º en anillas y 8.º en salto en la Copa del Mundo de Moscú. En abril de 2007 logró la plata en suelo y en salto de potro en la prueba de la Copa del Mundo en Máribor (Salamunov Memorial), y en mayo fue 6.º en anillas y en salto en la de Gante, y 6.º en suelo y 5.º en salto en la de Moscú. En abril de 2008 fue 8.º en anillas en la Copa del Mundo de Cottbus y en junio oro en salto en el Memorial Joaquín Blume, que ese año era la Copa del Mundo de Barcelona. Fue parte del equipo español de gimnasia para los Juegos Olímpicos de Pekín 2008. Participó en el concurso completo por equipos, quedando en la 11.ª posición y clasificándose para la final del concurso salto de potro, quedando 8.º y obteniendo así el diploma olímpico. El equipo español en Pekín estaba integrado por Isaac, Manuel Carballo, Gervasio Deferr, Rafael Martínez, Sergio Muñoz e Iván San Miguel. Ese mismo año fue bronce en salto en la Final de la Copa del Mundo en Madrid. Un año después participó en el Campeonato Mundial de Gimnasia Artística de 2009, donde también se clasificó para la final de salto de potro, quedando 6.º clasificado. En 2010, en la Copa del Mundo de París fue 4.º en suelo y oro en salto, y en la de Oporto 5.º en suelo. En el Preolímpico de Londres 2012 fue bronce por equipos. En la Copa del Mundo de Gante de ese año fue plata en suelo. En los Juegos Olímpicos de Londres 2012 fue 9.º por equipos y se clasificó para la final de salto, siendo 6.º en la misma y obteniendo por tanto el diploma olímpico. El equipo español en Londres lo integraban Isaac, Javier Gómez, Fabián González, Rubén López y Sergio Muñoz.

## Palmarés
- 8.º clasificado en salto de potro en los Juegos Olímpicos de Pekín 2008 ---> Diploma Olímpico.
- 6.º clasificado en salto de potro en el Campeonato del Mundo de Londres 2009
- 6.º clasificado en salto de potro en los Juegos Olímpicos de Londres 2012 ---> Diploma Olímpico.

## Premios, reconocimientos y distinciones
- Finalista a Mejor Deportista Masculino de 2006, 2007, 2008, 2009 y 2010 en los Premios Deportivos Provinciales de la Diputación de Alicante[1]